# Бутовцы (Волочисский район)
Бу́товцы (укр. Бутівці), до 2016 года — Петровское (укр. Петрівське) — село в Волочисском районе Хмельницкой области Украины.
Население по переписи 2001 года составляло 37 человек. Почтовый индекс — 31214. Телефонный код — 3845. Занимает площадь 0,33 км². Код КОАТУУ — 6820984704.

## Местный совет
31214, Хмельницкая обл., Волочисский р-н, с. Ожиговцы